# 硬科幻
硬科幻（英语：Hard Science Fiction，简称Hard SF）又叫硬核科幻，是科幻文学分支，相对于软科幻，硬科幻强调科学细节和逻辑推导的合理性。彼得·史凱勒·米勒於1957年首次提出硬科幻這個名詞。

## 定義
硬科幻作品的核心思想是对科学精神的尊重和推崇。在手法上，硬科幻以追求科学（可能的）的细节或准确为特性，着眼于自然科学和技术的发展。
不同的作者有不同的处理手法：一些作者小心翼翼地避开难以置信的技术，如超光速旅行；而另一些人则允许这些在故事中作为重要道具出现，并对其构筑的世界进行细致的阐述来显示这项技术是如何实现的。在后一类小说中，天文探索或物理现象常常比人物刻画重要的多，但作者有时也会在故事中围绕人物表现环境。
硬科幻的共同特点是故事情节依靠技术来推动和解决。作者也会尽量让故事中的科技与出版时已知的科学认知保持一致。这是科幻界尤其是读者对硬科幻的主要看法。

## 代表作品
小說：
- 儒勒·凡尔纳：《海底两万里》（1870年）
- H·G·威爾斯：《時間機器 (小說)》（1895年）
- 杰克·L·乔克：《灵魂之井的午夜》
- 艾萨克·阿西莫夫：《夜幕低垂》
- 史坦尼斯勞·萊姆：《索拉里斯星 (小说)》
- 斯蒂芬·巴科斯特：《Ring》
- 阿道斯·赫胥黎：《美麗新世界》（1932年）
- 以撒·艾西莫夫：《機械公敵》（1950年）
- 菲利普·狄克：《關鍵報告 (小說)》（1956年）
- 菲利普·狄克：《銀翼殺手 (小說)》（1968年）
- 羅伯特·海萊恩：《異鄉異客》（1961年）
- 亞瑟·克拉克：《2001太空漫遊 (小說)》（1968年）
- 瑪格麗特·愛特伍：《使女的故事》（1985年）
- 金·史丹利·羅賓遜：《火星三部曲》（1992年）
- 理查·K·摩根（英语：Richard K. Morgan）：《碳變 (小說)》（2002年）
- 刘慈欣：《三體》（2006年）
- 安迪·威爾 ：《火星任務 (小說)》（2011年）
- 詹姆斯·S·A·科里：《蒼穹浩瀚 (小說系列)》（2011年）

電影：
- 2001太空漫遊 (1968年)
- 魔鬼終結者
- 阿波羅11號
- 機器戰警
- 鑽石宮 (電影)
- 鐘點戰（2011年）
- 地心引力（2013年）
- 星際穿越（2014年）
- 全面進化（2014年）
- 絕地救援（2015年）
- 星際過客（2016年）
- 銀翼殺手2049（2017年）
- 視界戰（2018年）